# Vilhelmine Zahle
Vilhelmine Zahle, född 20 maj 1868 i Köpenhamn, död 28 februari 1940 i Vejle, var en dansk författare och skribent. Hennes produktion består primärt av två korta romaner eller långa noveller, som publicerades tillsammans under titeln Vildsomme Veje. En av de två berättelserna, Ogsaa en Kærlighedshistorie, har kallats för Nordens första lesbiska roman.

## Biografi
Zahle var dotter till den radikale prästen och ledamoten av danska folketinget Peter Christian Zahle (1825–1898). Modern Clara Melbye (1841–1868) dog medan dottern var under året. Zahle växte därför upp hos sina morföräldrar. När fadern 1879 gifte om sig fick hon skolledaren och publicisten Wilhelmine Zahle (1840–1927) till styvmor. 
Vilhelmine Zahle tog teaterlektioner men visade enligt egen uppgift inte någon särskild talang. Vildsomme Veje kom ut 1890.
1891 gifte hon sig. Äktenskapet som tog slut 1905 resulterade i dottern Gertrud. Dottern blev dansös. Som mycket ung fick Gertrud ett barn utan att vara gift, vilket vid denna tid inte ansågs socialt acceptabelt. Den lilla familjen om tre generationer reste runt i Europa, till Budapest Wien och Bremen, där dottern arbetade som dansare på olika teatrar medan Zahle skötte om sitt barnbarn. 1918 gifte hon om sig, ett äktenskap som också det blev kortlivat. Som åter frånskild försörjde hon sig som lärare.
Efter Vildsomme Veje publicerade Zahle inga fler böcker eller mer omfattande skrifter.  Hon skrev en del i veckopress och komponerade tillfällesdikter, ofta på beställning, samt skrev sånger som hon framförde i privata sammanhang.

## Vildsomme Veje;Också en kärlekshistoria
Båda berättelserna i Vildsomme veje, vilket på svenska betyder "vilda vägar", handlar om unga flickor som utforskar sin sexualitet och sedan gifter sig varvid detta utforskande upphör. I sommarferien handlar om Valborg som efter en häftig förälskelse går tillbaka till sin trygge handelsman. Det är den andra av de två berättelserna som blivit mer uppmärksammad. Ogsaa en Kærlighedshistorie handlar om Martha, som är förälskad i den några år äldre Edith. Föremålet för Marthas känslor är både smickrad, förundrad och ibland lite irriterad över den svårbegripliga uppvaktningen. Berättelsen utspelar sig under Ediths bröllopsdag, när Martha blickar tillbaka på vad som varit. 
Zahle skildrar Martha som en ganska vanlig flicka, som inte är manhaftig eller på något sätt könsöverskridande. Hennes förälskelse i Edith beskrivs som alltigenom likadan som andras förälskelser, bara med det undantaget att den riktar sig mot en person av samma kön. Inför Edith jämför Marta sin förälskelse med Romeos känslor för Julia, och får bryskt veta att det hon upplever verkligen är en helt annan sak än kärlek mellan en man och en kvinna.
Zahle var inte den första som tog upp ämnet förälskelse mellan kvinnor. Största skälet till att just den klassats som Nordens första om lesbisk kärlek beror troligen mest på att den hanterar ämnet på ett så öppet och otvetydigt sätt, utan försök att förklä förälskelsen till för tiden helt tolerabelt väninne-svärmeri och utan att heller sätta sig till doms över känslorna. Varken berättelsens huvudperson eller dess berättarröst delar det för omvärlden självklara antagandet att kärlek måste vara något som utspelar sig mellan en man och en kvinna. Det finns passager där det skildras hur normala och vardagliga saker som Martha ägnar sig åt, varefter berättarrösten kontrastera det mot tidens läkarvetenskaps beteckning att hon skulle vara abnorm eller onormal.
Den öppna skildringen blev uppmärksammad redan 1891, året efter att den kommit ut, av läkaren Knud Pontoppidan som i en föreläsning använde den som exempel i sin föreläsning Pervers Seksualitet. Analyserad med det tidiga 2000-talets begrepp som heterokultur och maktordning kan berättelsen läsas som en beskrivning av hur upplevelser som Marthas fördrivits från offentligheten, så att Martha inget har att spegla sig själv i.
1903 skrev Zahle en nekrolog över sin teaterlärare, den välkända skådespelerskan Agnes Nyrop, som publicerades i tidskriften Kvinden og Samfundet. Där berättar hon att hon under elevtiden varit förälskad i Nyrop, och antydde att Ogsaa en Kærlighedshistorie delvis baserades på den erfarenheten.

## Av och om Zahle på svenska
Berättelsen om Martha finns utgiven tillsammans med en berättelse av Mathilda Roos i mini-samlingen Två berättelser om kärlek, utgiven 2006 på Normal förlag. Den svenska titeln är Också en kärlekshistoria. 
Litteraturvetaren Eva Borgström har analyserat berättelsen i ett par olika skrifter.